# Suva albiplaga
Suva albiplaga är en insektsart som först beskrevs av William Lucas Distant 1906.  Suva albiplaga ingår i släktet Suva och familjen Meenoplidae. Inga underarter finns listade i Catalogue of Life.